# Hesepe (Bramsche)
Hesepe is een plaats in de Duitse gemeente Bramsche in de deelstaat Nedersaksen.
De oudst bekende schriftelijke vermelding van Hesepe stamt uit het jaar 1187. Pas na de Tweede Wereldoorlog groeide Hesepe van een plaats met verspreide bebouwing tot een dorp uit. In 1972 werd de gemeente Hesepe door Bramsche geannexeerd. Hesepe ligt direct aan de Bundesstraße 68 en de Bundesstraße 218 en aan de spoorlijn van Bremen naar Osnabrück.

## Nederlandse militaire aanwezigheid
In 1960 werd het terrein van het oude militaire vliegveld of Einsatzhafen Hesepe gebruikt voor de bouw van het Willem Versteegh-kamp. Op 1 juli 1964 was de Groep Techniek en Materieel Geleide Wapens van de Koninklijke Luchtmacht er volledig gevestigd.. Deze gaf logistieke ondersteuning en onderhoud voor de Nike Hercules raketten aan de Groepen Geleide Wapens (GGW) in Handorf, Münster (GGW1) en Schöppingen (GGW2). In 1975 werden deze groepen samengevoegd tot GGW12 en gevestigd in Hesepe.  In 1988 werd deze militaire basis opgeheven. Daarna werd het terrein gebruikt als doorgangskamp voor zogenaamde Spätaussiedler, etnische Duitsers die uit Oost-Europa naar Duitsland emigreerden. Tegenwoordig is er een competentiecentrum voor vrijwillige emigratie gevestigd, waar asielzoekers zich voorbereiden op hun terugkeer.

## Niet te verwarren met
In Duitsland liggen nog andere dorpen met de naam Hesepe, te weten:
- Hesepe, gemeente Nordhorn, dicht bij de Nederlandse grens in Twente
- Hesepe, gemeente Geeste in het Emsland; dit plaatsje is gesplitst in Groß- en Klein- Hesepe.

Het plaatsje Hesepertwist ligt in de gemeente Twist, dicht bij de Nederlandse grens ten oosten van  Schoonebeek, Drenthe.